# Eduardo Carrasquilla
Eduardo Carrasquilla Mallarino ( Bogotá, Colombia, 31 de enero de 1887-San Justo, provincia de Buenos Aires, Argentina, 8 de marzo de 1956 ) conocido como Eduardo Carrasquilla, fue un escritor, poeta y periodista que realizó gran parte de su actividad en Argentina, que incluyó algunas letras de tango..

## Actividad profesional
Después de comenzar su actividad profesional en Colombia se radicó en Argentina, donde realizó su obra literaria en tanto en forma ocasional colaboraba en Cosmos y otras revistas de Bogotá. Trabajó en forma asidua en colaboraciones para la revista Caras y Caretas y durante la Gran Guerra fue corresponsal de guerra de la misma y del diario La Razón. Esa experiencia la refleja en su libro La Europa Roja, en la que incluye su visión del patético rodaje las afueras de París al patético rodaje, más cercano a la pantomima teatral que al lenguaje cinematográfico que se estaba por esa época elaborando, de un ficticio ataque alemán.
Escribía cuentos que publicó en La Novela Semanal, El Suplemento y otros medios gráficos. También escribió libros en verso y en prosa, siendo recordados, entre otros, Almas en pena, Los caprichos del amor, Cuentos y crónicas, El jardín de cristal, Mujeres de corazón, Palabras vivas y Visiones del sendero, algunos de los cuales fueron publicados por la famosa Editorial Garnier de París, Francia, donde colaboró en la revista Mundial que en esa ciudad dirigía Rubén Darío, quien lo llamó «el Quevedo Americano».
En Argentina fue representada su obra Almas en pena basada en su libro homónimo. También incursionó en el tango, escribiendo con música de Juan Carlos Bazán, la letra de los tangos Suspiros que obtuvo en 1925 el sexto puesto en el concurso de la discográfica Nacional del año 1925 y El brujo, que ganó el primer puesto y fue grabado por Carlos Gardel con guitarras al año siguiente para el sello Odeón.
Carrasquilla Mallarino falleció en San Justo, provincia de Buenos Aires, el 8 de marzo de 1956.